# Браун, Томас Гор
Томас Роберт Гор Браун (англ. Thomas Robert Gore Browne; 3 июля 1807, Эйлсбери, Бакингемшир, Англия — 17 апреля 1887, Лондон, Англия) — британский колониальный администратор, губернатор острова Святой Елены (1851—1852), 4-й губернатор Новой Зеландии (1855—1861), 2-й губернатор Тасмании (1861—1868), полковник.

## Биография
Томас Гор Браун родился 3 июля 1807 года в Эйлсбери (Бакингемшир, Англия). Он был вторым сыном в семье Роберта Брауна (Robert Browne), полковника ополчения Бакингемшира, и его жены Сары Доротеи, урождённой Стюард (Sarah Dorothea, née Steward).
Томас Гор Браун начал свою службу в армии в возрасте 16 лет. Он начал служить в 44-м пехотном полку, а в 1824 году был переведён в 28-й пехотный полк. В 1826 году Браун получил звание лейтенанта, в 1829 году — капитана, а в 1834 году — майора. В 1832—1835 годах Томас Гор Браун был адъютантом Джорджа Ньюджента-Гренвиля, верховного лорда-комиссара на Ионических островах.
В 1836 году Томас Гор Браун был переведён в 41-й «Уэльский» пехотный полк, которым он командовал в 1839—1842 годах во время Первой англо-афганской войны. Со своим полком он участвовал в битвах у Кандагара, Газни, Кабула, а также в боях у Хайберского прохода и других сражениях. За свою службу он был представлен к званию подполковника (lieutenant colonel), а само звание было присвоено в 1845 году. В 1843 году Браун стал кавалером (компаньоном) Ордена Бани (C.B.).
В 1851 году Браун был назначен губернатором острова Святой Елены, и пробыл на этом посту с июля 1851 года по декабрь 1854 года. 4 июня 1851 года Томас Гор Браун женился на Харриет Луизе Кэмпбелл (Harriet Louisa Campbell), впоследствии в их семье было шестеро детей — четыре сына и две дочери (по другим данным, он женился в 1854 году).
В 1854 году Томас Гор Браун был назначен губернатором Новой Зеландии. Он прибыл в Окленд 6 сентября 1855 года. За время его работы губернатором возникал ряд конфликтов с местным населением (маори), в частности, из-за продажи их земель. В 1861 году Браун был снят с должности губернатора Новой Зеландии.
В декабре 1861 года Томас Гор Браун был назначен губернатором Тасмании и проработал там до конца 1868 года. Несмотря на экономическую депрессию, он был популярен среди жителей Тасмании. Чтобы компенсировать отток населения на континентальную часть Австралии, он пропагандировал иммиграцию. Он поддерживал реформы в школьном образовании, а также прогрессивные методы фермерства и ирригации.
В декабре 1868 года Браун отбыл в Англию. В июне 1869 года он был произведён в рыцари-командоры ордена Святого Михаила и Святого Георгия (K.C.M.G.). С июля 1870 года по апрель 1871 года он работал временным администратором Бермудских островов.
Томас Гор Браун скончался 17 апреля 1887 года в Лондоне.

## Память
- В честь Томаса Гора Брауна был назван город Гор (Gore), расположенный на юге Новой Зеландии[6].